# Henry Brandon, 1:e earl av Lincoln
Henry Brandon, 1:e earl av Lincoln, född den 11 mars 1516, död den 8 mars 1534, var äldsta barn och ende son till Charles Brandon, 1:e hertig av Suffolk i dennes äktenskap med Maria Tudor, drottning av Frankrike, som var dotter till Henrik VII av England. Henry Brandon var alltså systerson till Henrik VIII av England. Hans yngre systrar var lady Frances Brandon och lady Eleanor Brandon. 
Henry Brandon föddes i London, ungefär en månad efter sin kusin Maria I av England. Brandon upphöjdes till earl av Lincoln av sin morbror Henrik VIII den 18 juni 1525. Genom hela Brandons liv fanns det en liten men verklig möjlighet att han en dag skulle bli kung av England. När han föddes var prinsessan Maria Henrik VIII:s enda barn och hans drottning Katarina av Aragonien var redan trettio år gammal och efterhand ansågs det som alltmer otroligt att hon skulle föda fler barn.
Närmast efter kungens barn i tronföljden stod hans syster Margaret Tudor och hennes barn, men deras plats var inte säker – Henrik skulle senare utesluta dem genom den andra successionsakten (1536) men återinsätta dem i tronföljden på nytt genom sitt testamente. Efter dem kom hertiginnan av Suffolk och hennes son Henry Brandon, som var såväl av manligt kön som född i England, två kriterier som ansågs viktiga. Men han dog ogift och barnlös några dagar före sin artonårsdag. 